# Воронино (Усть-Кубинский район)
Воронино — посёлок в Усть-Кубинском районе Вологодской области.
Входит в состав Высоковского сельского поселения (с 1 января 2006 года по 9 апреля 2009 года входил в Филисовское сельское поселение), с точки зрения административно-территориального деления — в Филисовский сельсовет.
Расстояние до районного центра Устья по автодороге — 8 км, до центра муниципального образования Высокого по прямой — 9 км. Ближайшие населённые пункты — Малое Воронино, Горка, Кузнецово.
По переписи 2002 года население — 10 человек.